# 長広敏雄
長広 敏雄（長廣 敏雄、ながひろ としお、1905年12月27日 - 1990年11月28日）は、日本の美術史学者。専攻は東洋美術史。文学博士（京都大学・論文博士・1962年）（学位論文「中国石窟寺院の研究」）。京都大学名誉教授。

## 人物・来歴
東京府葛飾生まれ（牛込とする記述もあり）。1929年京都帝国大学文学部卒業、東方文化学院京都研究所所員となり、梅原末治の助手となる。1934年の中国旅行を経て仏教石窟研究へ関心が移り、1936年に水野清一と中華民国・河北省南北響堂山および河南省龍門石窟の調査を行った。1938年から1944年にかけては、山西省雲崗石窟の調査を行った。
1930年代後半には反ファシズムの隔週刊新聞『土曜日』の執筆に参加したこともある。
戦後、東方文化学院京都研究所が改編された東方文化研究所（現：京都大学人文科学研究所附属東アジア人文情報学研究センター）助教授、1950年、教授。1952年、「雲岡石窟」（水野清一共著）で日本学士院賞・恩賜賞（第42回）受賞。1962年2月「中国石窟寺院の研究」で、京都大学より文学博士の学位を取得。1969年京都大学を停年退官、同大学名誉教授。同年から京都橘女子大学教授。1975年黒川古文化研究所理事。1976年勲三等旭日中綬章受章。1978年京都橘女子大学学長に就任。1986年同大学を退任、同大学名誉教授。

## 著書
- 『古代支那工藝史に於ける帯鉤の研究』桑名文星堂 1943（東方文化研究所研究報告）
- 『大同石佛藝術論』高桐書院 1946
- 『北京の画家たち』全国書房 1946
- 『音楽論ノート』全国書房 1947
- 『飛天の藝術』朝日新聞社 1949
- 『ヨーロッパ芸術紀行』角川書店（角川新書）1963
- 『雲岡と龍門－中国の石窟美術』中央公論美術出版（芸術選書）1964、新版1978
- 『漢代畫象（画象）の研究』中央公論美術出版 1965（京都大學人文科學研究所研究報告）
- 『東洋の美－こころとかたち』美術出版社（美術選書）1967
- 『天人の譜』淡交新社 1967
- 『南陽の画象石』美術出版社 1969（非売品・限定版）
- 『六朝時代美術の研究』美術出版社 1969、増補版 朋友書店 2010（京都大學人文科學研究所研究報告）
- 『雲岡石窟 中国文化史蹟』世界文化社 1976（図版・解説篇の2冊組）
- 『中国美術論集』講談社 1984.9
- 『雲岡日記 大戦中の仏教石窟調査』日本放送出版協会〈NHKブックス〉 1988.2[2]

## 編著・共著
- 『河北磁県・河南武安響堂山石窟』水野清一 東方文化学院京都研究所 1937
- 『河南洛陽 龍門石窟の研究』水野清一 東方文化研究所 1941（東方文化研究所研究報告）
  - 『龍門石窟の研究  座右寶刊行会 1943／覆刻版 全3巻（本文篇2冊・図版篇1冊） 同朋舎 1980
- 『雲岡石窟 西暦五世紀における仏教寺院の考古学的調査報告』京都大學人文科學研究所
  - 全16巻・32冊 水野清一共編 1951-1956／岡村秀典総監修、国書刊行会 2013-2014（改訂版・全2期）、第3期（新編集版）2017
- 『世界美術全集 第14巻 中国(3) 六朝』 角川書店 1963
- 『東洋美術 第3巻 彫塑』朝日新聞社 1968
- 『世界の文化史蹟 第7巻 中国の石窟寺』講談社 1969、新装版1980
- 『モダンアート客話　大原総一郎と京都の五人』大原美術館・中央公論事業出版 1970
- 『中国美術 第3巻 彫塑』佐藤雅彦共著 講談社 1972
  - 『中国美術　欧米コレクション』全5巻、秋山光和・鈴木敬・樋口隆康・長谷部楽爾 共編
- 『御物集成 東山御物 柳営御物』淡交社（2巻組）1972。谷信一・岡田譲 共編
- 『グランド世界美術 6 中国の美術Ⅱ』講談社 1978

## 訳書
- 『音楽通論』ハンス・メルスマン 第一書房 1939
- 『美術様式論 装飾史の基本問題』アロイス・リイグル 座右宝刊行会 1942／改訳版・岩崎美術社（美術名著選書）1970、新版1990
- 『歴代名画記』全2巻 張彦遠 平凡社東洋文庫 1977。ワイド判（オンデマンド） 2003

## 記念論集
- 『アプサラス 長廣敏雄先生喜寿記念論文集』梅本尭夫ほか編 音楽之友社 1985.12